# Mark McGwire

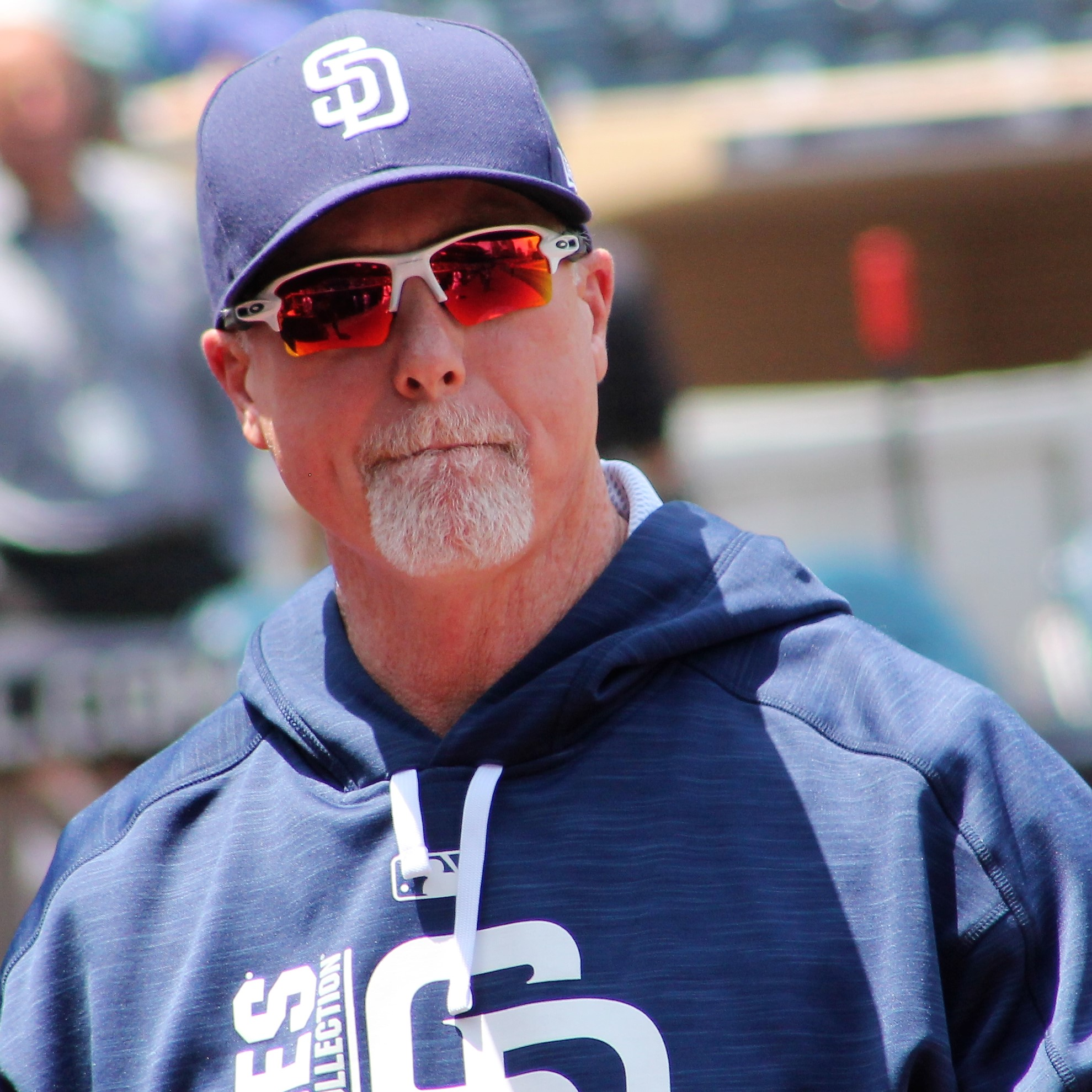
Mark McGwire som assisterande tränare för San Diego Padres 2017.

Mark David McGwire, född den 1 oktober 1963 i Pomona i Kalifornien, är en amerikansk före detta professionell basebollspelare som spelade 16 säsonger i Major League Baseball (MLB) 1986–2001. McGwire var förstabasman. Han arbetade efter spelarkarriären som assisterande tränare, i form av hitting coach för St. Louis Cardinals 2010–2012 och Los Angeles Dodgers 2013–2015 samt bench coach för San Diego Padres 2016–2018.
McGwire spelade för Oakland Athletics 1986–1997 och St. Louis Cardinals 1997–2001. Han slog 1998 Roger Maris tidigare rekord i MLB avseende flest homeruns under en säsong när han slog 70 stycken. Det gamla rekordet var 61. Numera har Barry Bonds rekordet med 73. McGwire ligger på elfte plats genom tiderna i MLB med 583 homeruns.
McGwire utsågs 1987 till bästa nykomling (Rookie of the Year) i American League. Han blev tolv gånger uttagen till MLB:s all star-match. Han vann en Gold Glove Award och tre Silver Slugger Awards. 1989 var han med och vann World Series med Oakland.
McGwire har anklagats för att ha spelat dopad när han var som bäst och bekräftade den 11 januari 2010 att han under ett decennium till och från använt sig av steroider. Detta har gjort att han inte valdes in i National Baseball Hall of Fame trots hans fantastiska homerunstatistik. McGwire har själv uttryckt förståelse för detta.